# 강아라
강아라(1988년 5월 10일 ~ )는 대한민국의 희극 배우이다.

## 학력
- 예원예술대학교 코미디연기학 학사

## 출연작

### 방송
- 개그투나잇 (SBS)
- 웃찾사 (SBS)